# Marie Louise Elisabeth van Orléans
Marie Louise Elisabeth van Orléans, hertogin van Berry (Kasteel van Versailles, 20 augustus 1695 — Parijs, 21 juli 1719) was een lid uit het Huis Orléans en ze was een Princesse du Sang. Na haar huwelijk, met de hertog van Berry, werd ze de hertogin van Berry (Duchesse de Berry). Door haar huwelijk werd ze ook fille de France en nam ze zelf de titel Koninklijke Hoogheid aan.

## Jeugd
Marie Louise Elisabeth van Orléans werd geboren als tweede dochter van de latere hertog Filips II van Orléans, die vanaf 1715 ook de regent van Frankrijk was. Haar moeder was Françoise Marie van Bourbon, een buitenechtelijke dochter van koning Lodewijk XIV van Frankrijk en Madame de Montespan. Toen Elisabeth werd geboren was haar grootvader nog in leven, hertog Filips van Frankrijk, hertog van Orléans.
Mademoiselle de Valois, Elisabeths oudere zuster, en het oudste kind van haar ouders, was een jaar voor de geboorte van Elisabeth overleden. Toen Elisabeth geboren werd kreeg zij de titel Mademoiselle d'Orléans. Na haar huwelijk werd deze titel doorgegeven aan haar jongere zuster Adélaïde.
Elisabeth groeide op in het Palais-Royal te Parijs, de residentie van de hertog van Orléans in Parijs. Dit paleis werd door de Franse koning, Lodewijk XIV, gegeven aan haar grootouders ten tijde van hun huwelijk. Ze werd omringd door een klein hof, veelal bestaande uit haar eigen vrienden en intimici. Op de leeftijd van zes jaar werd Elisabeth ernstig ziek. Deze ziekte werd haar bijna fataal. Maar ze overleefde het, en daardoor werd ze erg gehecht aan haar vader. Haar vader had haar namelijk dag en nacht bijgestaan, en verpleegd. Ze werd en bleef zijn favoriete dochter, tot haar plotselinge dood op jonge leeftijd. Haar grootmoeder aan vaderskant, madame Elisabeth Charlotte van de Palts, beter bekend als Liselotte, schreef in haar memoires over de plotselinge dood van Elisabeth.

### Broer en zussen
Uit het huwelijk van haar ouders werden acht kinderen geboren. Elisabeth had een jongere broer: Lodewijk (1703-1752), die Augusta van Baden huwde en later de hertog van Orléans werd. Ze had een oudere zuster, de jong overleden Mademoiselle de Valois (1693-1694). Ze had vijf jongere zussen: Adélaïde (1698-1743) bleef ongehuwd, Charlotte Aglaë (1700-1761) huwde Francesco III d'Este de hertog van Modena en Reggio, Louise Elisabeth (1709-1742) huwde Lodewijk I van Spanje, en was in 1724 koningin van Spanje, Philippine Elisabeth (1714-1734) bleef ongehuwd, en Louise Diane (1716-171734) huwde prins Lodewijk Frans I van Bourbon-Conti.

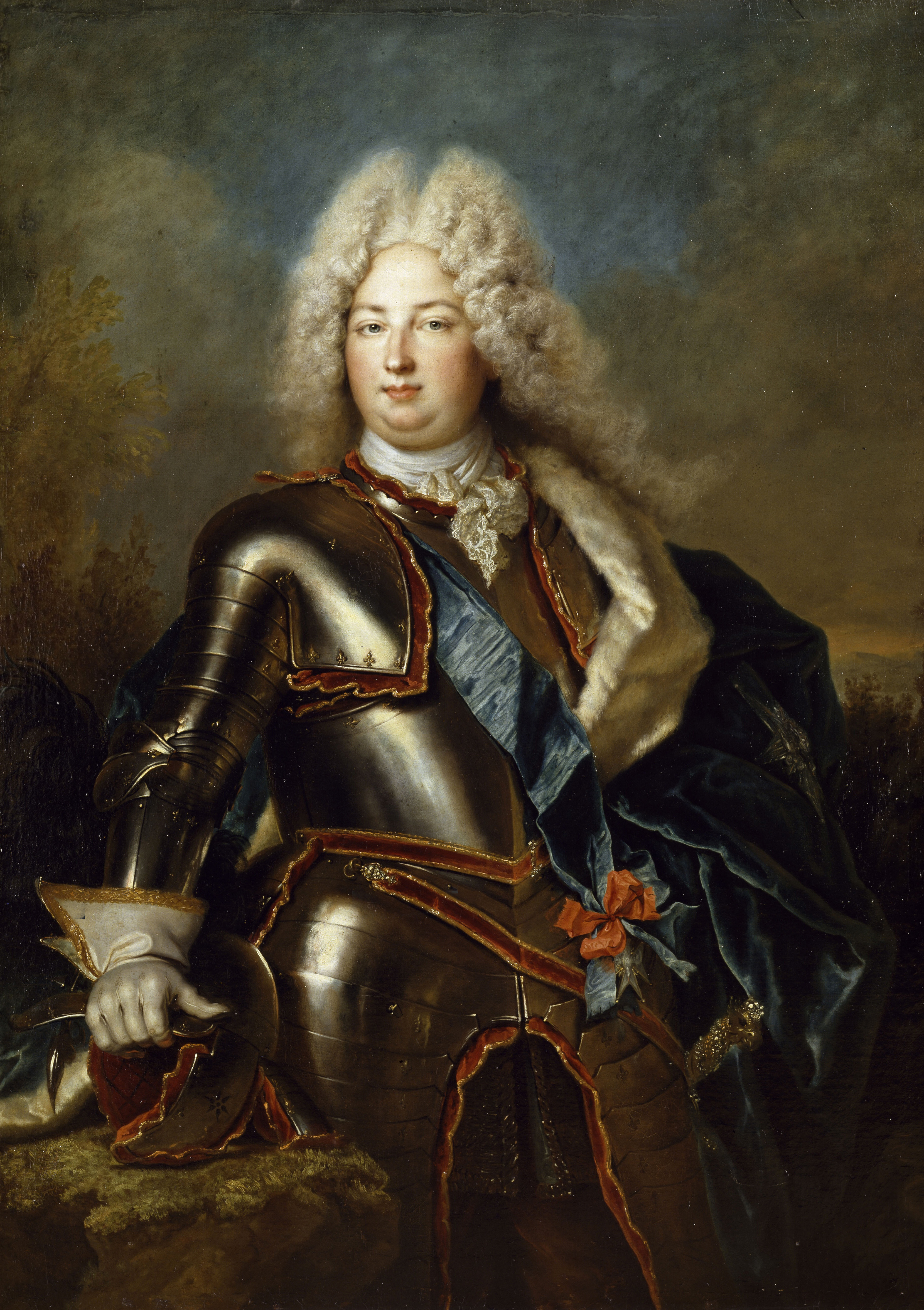
Elisabeths man, prins Karel

## Huwelijk en kinderen
De besprekingen rond het huwelijk van Elisabeth zijn begonnen op het moment dat haar nichtje, Louise-Elisabeth, de dochter van Lodewijk III van Bourbon-Condé en Louise Françoise van Bourbon, zou gaan trouwen met Karel van Frankrijk, hertog van Berry, de jongste kleinzoon van koning Lodewijk XIV. De moeders van Elisabeth en Louise-Elisabeth waren zussen, en hadden al jarenlang ruzie met elkaar.
Er werd besloten dat Elisabeth zou trouwen met de Hertog van Berry, kleinzoon van de Franse koning. Ze kregen namelijk hulp uit onverwachte hoek. De vrouw van Lodewijk, de hertog van Bourgondië, prinses Maria Adelheid van Savoye, zag meer in Elisabeth dan in haar nichtje, Louise-Elisabeth.
Het huwelijk werd voltrokken op 6 juli 1710 in het Kasteel van Versailles. Karel was de jongste zoon van Lodewijk, le Grand Dauphin (het enige nog levende kind van Lodewijk XIV en Maria Theresia van Spanje) en prinses Maria Anna van Beieren. In het begin was het een gelukkig huwelijk; dit kwam doordat de echtelieden zeer verliefd waren op elkaar. Maar later werd het huwelijk steeds minder goed. Ze hadden soms zelfs ruzie in het openbaar, dit tot grote woede van hun grootvader, Lodewijk XIV.
Uit het huwelijk werden drie kinderen geboren, die geen van drieën drie maanden werden:
- Louise (21 juli 1711)
- Karel (26 maart - 16 juni 1713)
- Marie-Louise (16 juni - 17 juni 1714)

## Douairière-hertogin van Berry
Prins Karel van Berry overleed op 11 mei 1714 aan inwendige bloedingen, ontstaan tijdens een jachtpartij. Zijn dood was een grote schok voor Lodewijk XIV. Karels oudere broers, Lodewijk, was in 1712 overleden en Filips was in 1700 de koning van Spanje geworden. Daarom werd Elisabeths vader na de dood van Lodewijk XIV de regent voor diens minderjarige kleinzoon, de latere Lodewijk XV. Lodewijk XIV was bang dat Filips van Orléans de macht in handen zou nemen, daarom erkende hij zijn zoons, Lodewijk August van Bourbon en Lodewijk Alexander van Bourbon. Daarom werden die in de lijn van troonopvolging opgenomen.
Elisabeth werd na de dood van Karel bekend als de douairière-hertogin van Berry (Madame la Duchesse de Berry Douairière). Ze behield deze titel tot aan haar dood. Toen haar grootvader, Lodewijk XIV, in 1715 overleed werd haar vader de regent van Frankrijk. Dit werd een week na de dood van Lodewijk XIV bevestigd door het Parlement van Parijs. Haar vader werd de regent voor de minderjarige koning Lodewijk XV. Dit betekende ook dat de familie Orléans het middelpunt van Frankrijk werd.
Elisabeth kreeg later het Palais du Luxembourg, dit werd toen haar Parijse residentie. Ze gaf hier grootse banketten en feestjes, dit was niet ten voordele van haar gezondheid, die echter haar hele leven al slecht was. Een van de beroemdste werd gegeven voor haar tante, Elisabeth Charlotte van Orléans, die een bezoek bracht aan Elisabeth. Het banket bestond uit: 132 hors-d'oeuvre, 32 soepen, 60 voorgerechten, 130 hete entremets, 60 koude entremets, 72 plats ronds, 82 duiven, 370 patrijzen en fazanten en 126 zwezeriken werden geserveerd aan de gasten. De desserts bestonden uit 100 manden van vers fruit, 94 manden van gedroogde vruchten, 50 gerechten van vruchten glacés en 106 compotes. Het evenement werd beschouwd als een van de meest uitgebreide recepties van het seizoen.

### Het Regentschap
Lodewijk XIV was op 1 september overleden en Madame de Berry, officieel in rouw, beloofde dat ze zes maanden lang geen enkele voorstelling zou bijwonen. Maar al snel veranderde ze openlijk in een "vrolijke weduwe". Op 23 september 1715 vestigde ze zich in het Palais du Luxembourg en kreeg van haar vader een heel compagnie van bewakers. Ondanks de rouw liet de hertogin van Berry het gokken in haar nieuwe paleis toe, met name het spel lansquenet. Ze amuseerde zich zelfs in het openbaar. Dangeau noteerde in zijn dagboek van zaterdag 4 januari 1716: "Er was 's avonds een bal in de zaal van de Opera, de hertogin van Berry en vele andere prinsessen waren er gemaskerd." Stralend mooi was de hertogin in een prachtige kleding op dit carnavalsbal dat haar vader de Regent net in de Opera had geïnstalleerd. Drie weken later sloot Madame de Berry zich op in het Palais du Luxembourg, officieel 'lastiggevallen door een slechte verkoudheid'. De prinses die haar zwangerschap had verborgen tot ze haar termijn had bereikt, had echt te lijden onder de sterke weeën van de bevalling. Deze clandestiene geboorte wordt gemeld in de Gazette de la Régence van 6 februari 1716: "men vertelt dat de hertogin van Berry een dochtertje heeft gebaard dat slechts drie dagen heeft geleefd. Dit gedrag doet denken aan Messalina en aan koningin Margot." Deze geheime bevalling werd al snel bekend en wekte de verve van de satirici op. In het lied Les couches de la Duchesse de Berry (1716) en latere satirische verzen uit de Collectie Clairambault-Maurepas wordt de ongeremde seksuele lust van de jonge weduwe gehekeld - zij had zoveel minnaars dat zij niet kon weten van welke van hen zij haar onwettig kind had gekregen.
Hoezeer de hertogin van Berry ze ook probeerde te verbergen; haar herhaalde zwangerschappen kwamen altijd aan het licht en inspireerden satirische liedjesschrijvers met pikante coupletten waarin de losbandige liefdesaffaires van de "Venus van het Luxemburg" aan de kaak werden gesteld. In een vernederend satirisch lied dat met kerstmis 1717 verscheen, werd verteld hoe het hele hof van Frankrijk naar Bethlehem komt om hulde te brengen aan het Kind Jezus, aangevoerd door de regent. Te midden van het gevolg komt ook zijn hooghartige dochter, pronken met haar enorme zwangere buik. Knielend voor God wordt "de vruchtbare Berry" plotseling opgeschrikt door weeën die aangeven dat zij op het punt staat om te bevallen. Beschaamd om in het bijzijn van het kind God te moeten baren, heeft de jonge weduwe berouw over haar wellustig gedrag en belooft zij de Heer grenzen te stellen aan haar losbandigheid: zij zal alleen met Riom ontucht plegen, doch ook "soms" met haar vader en de bewakers van haar paleis.
Tijdens het regentschap van haar vader (1715-1723) kreeg Elisabeth jaarlijks 600.000 livres. Ze mocht ook het Kasteel van Meudon gebruiken.

### Overlijden
Zij stierf op 23-jarige leeftijd in het Château de la Muette; haar gezondheid geruïneerd door een reeks zwangerschappen. Sinds de dood van haar man had ze vele minnaars en had de reputatie van een Messalina. Uit de autopsie bleek dat de jonge prinses opnieuw zwanger was, slechts drie maanden na een moeilijke en gevaarlijk bevalling.
Op zaterdag 22 juli 1719 werd haar hart naar de Val-de-Grâce-kerk in Parijs gebracht. Een dag later werd ze bijgezet in de Kathedrale basiliek van Saint-Denis.

## Galerij
Hieronder een aantal belangrijke mensen in het leven van Elisabeth:

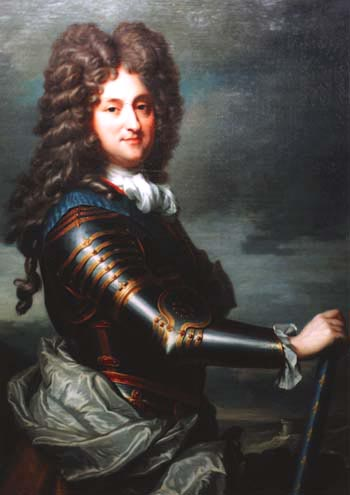
Haar vader, Filips I van Orléans.
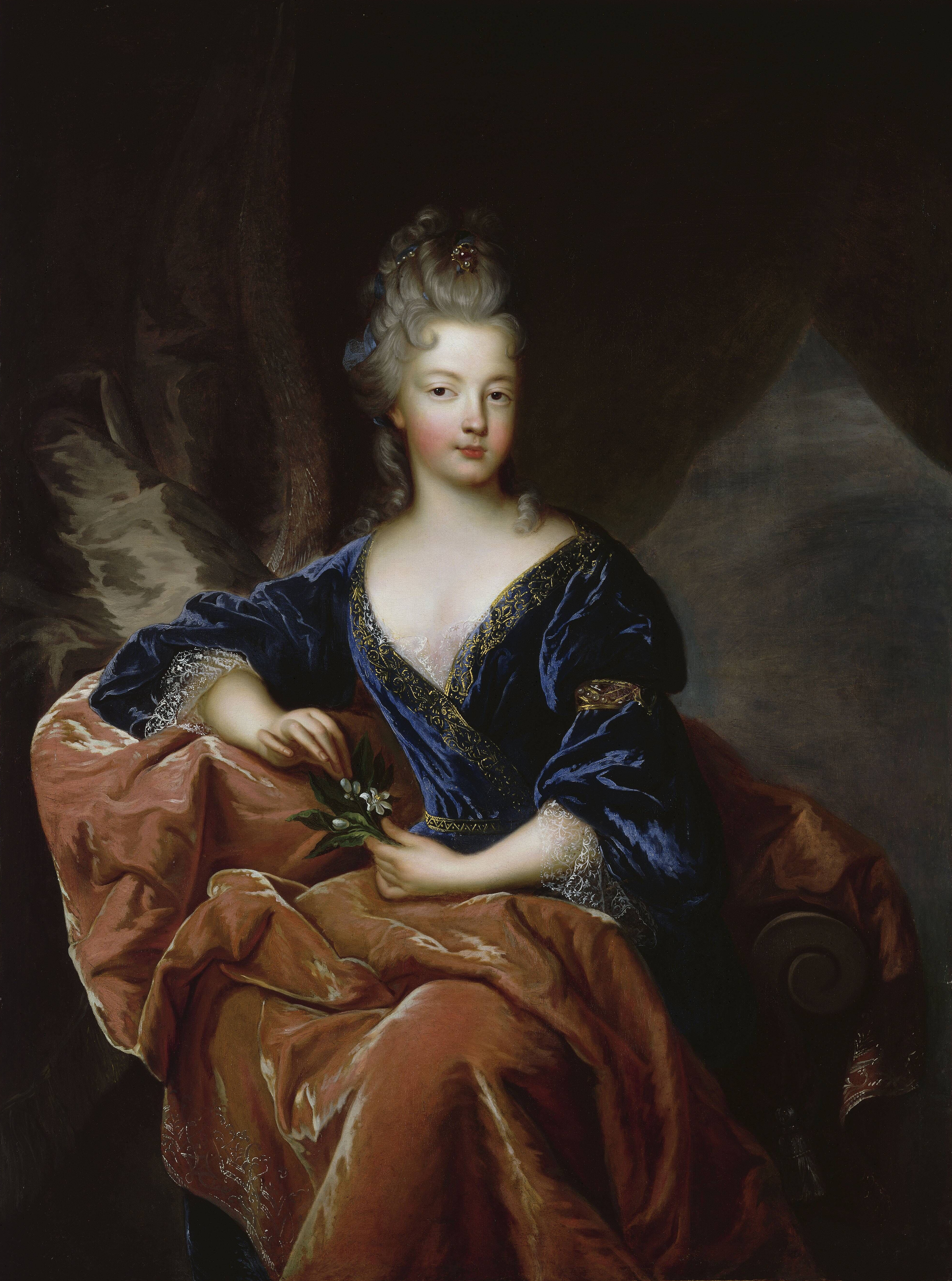
Haar moeder, Françoise Marie van Bourbon.
Haar grootvader, koning Lodewijk XIV van Frankrijk.
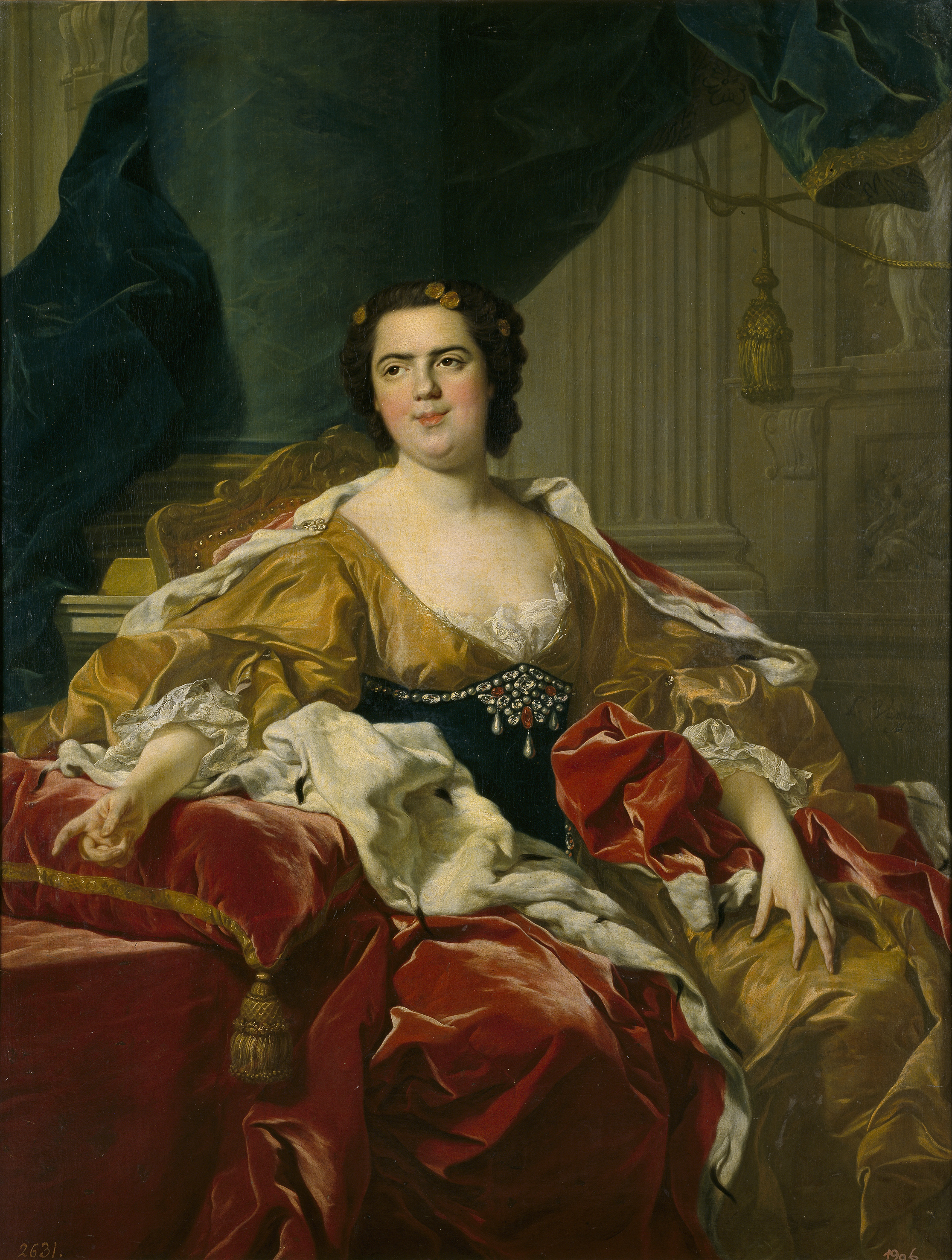
Haar jongere zus, Louise Elisabeth van Orléans, door haar huwelijk in 1724 koningin van Spanje.

## Kwartierstaat
| Lodewijk XIII van Frankrijk (1601-1643)        | Lodewijk XIII van Frankrijk (1601-1643)        | Lodewijk XIII van Frankrijk (1601-1643)        | Lodewijk XIII van Frankrijk (1601-1643)        | Lodewijk XIII van Frankrijk (1601-1643)        | Lodewijk XIII van Frankrijk (1601-1643)        | Anna van Oostenrijk (1601-1666) | Anna van Oostenrijk (1601-1666) | Anna van Oostenrijk (1601-1666)         | Anna van Oostenrijk (1601-1666)         | Anna van Oostenrijk (1601-1666)         | Anna van Oostenrijk (1601-1666)         |                                         |                                         | Karel I Lodewijk van de Palts (1617-1680) | Karel I Lodewijk van de Palts (1617-1680) | Karel I Lodewijk van de Palts (1617-1680)    | Karel I Lodewijk van de Palts (1617-1680)    | Karel I Lodewijk van de Palts (1617-1680)    | Karel I Lodewijk van de Palts (1617-1680)    | Charlotte van Hessen-Kassel (1627-1686)      | Charlotte van Hessen-Kassel (1627-1686)      | Charlotte van Hessen-Kassel (1627-1686) | Charlotte van Hessen-Kassel (1627-1686) | Charlotte van Hessen-Kassel (1627-1686) | Charlotte van Hessen-Kassel (1627-1686) |                                     |                                     | Lodewijk XIII van Frankrijk (1601-1643) | Lodewijk XIII van Frankrijk (1601-1643) | Lodewijk XIII van Frankrijk (1601-1643) | Lodewijk XIII van Frankrijk (1601-1643) | Lodewijk XIII van Frankrijk (1601-1643)  | Lodewijk XIII van Frankrijk (1601-1643)  | Anna van Oostenrijk (1601-1666)          | Anna van Oostenrijk (1601-1666)          | Anna van Oostenrijk (1601-1666)          | Anna van Oostenrijk (1601-1666)          | Anna van Oostenrijk (1601-1666)         | Anna van Oostenrijk (1601-1666)         |                                              |                                              | Gabriel van Rochechouart van Mortemart (1600-1675) | Gabriel van Rochechouart van Mortemart (1600-1675) | Gabriel van Rochechouart van Mortemart (1600-1675) | Gabriel van Rochechouart van Mortemart (1600-1675) | Gabriel van Rochechouart van Mortemart (1600-1675) | Gabriel van Rochechouart van Mortemart (1600-1675) | Diane de Grandseigne (1610-1666)     | Diane de Grandseigne (1610-1666)     | Diane de Grandseigne (1610-1666)     | Diane de Grandseigne (1610-1666)     | Diane de Grandseigne (1610-1666)     | Diane de Grandseigne (1610-1666)     |  |  |  |  |  |  |  |  |  |  |  |  |  |  |  |  |  |  |  |  |  |  |  |  |  |  |  |  |  |  |  |  |  |  |  |  |  |  |  |  |  |  |  |  |  |  |  |  |
| Lodewijk XIII van Frankrijk (1601-1643)        | Lodewijk XIII van Frankrijk (1601-1643)        | Lodewijk XIII van Frankrijk (1601-1643)        | Lodewijk XIII van Frankrijk (1601-1643)        | Lodewijk XIII van Frankrijk (1601-1643)        | Lodewijk XIII van Frankrijk (1601-1643)        | Anna van Oostenrijk (1601-1666) | Anna van Oostenrijk (1601-1666) | Anna van Oostenrijk (1601-1666)         | Anna van Oostenrijk (1601-1666)         | Anna van Oostenrijk (1601-1666)         | Anna van Oostenrijk (1601-1666)         |                                         |                                         | Karel I Lodewijk van de Palts (1617-1680) | Karel I Lodewijk van de Palts (1617-1680) | Karel I Lodewijk van de Palts (1617-1680)    | Karel I Lodewijk van de Palts (1617-1680)    | Karel I Lodewijk van de Palts (1617-1680)    | Karel I Lodewijk van de Palts (1617-1680)    | Charlotte van Hessen-Kassel (1627-1686)      | Charlotte van Hessen-Kassel (1627-1686)      | Charlotte van Hessen-Kassel (1627-1686) | Charlotte van Hessen-Kassel (1627-1686) | Charlotte van Hessen-Kassel (1627-1686) | Charlotte van Hessen-Kassel (1627-1686) |                                     |                                     | Lodewijk XIII van Frankrijk (1601-1643) | Lodewijk XIII van Frankrijk (1601-1643) | Lodewijk XIII van Frankrijk (1601-1643) | Lodewijk XIII van Frankrijk (1601-1643) | Lodewijk XIII van Frankrijk (1601-1643)  | Lodewijk XIII van Frankrijk (1601-1643)  | Anna van Oostenrijk (1601-1666)          | Anna van Oostenrijk (1601-1666)          | Anna van Oostenrijk (1601-1666)          | Anna van Oostenrijk (1601-1666)          | Anna van Oostenrijk (1601-1666)         | Anna van Oostenrijk (1601-1666)         |                                              |                                              | Gabriel van Rochechouart van Mortemart (1600-1675) | Gabriel van Rochechouart van Mortemart (1600-1675) | Gabriel van Rochechouart van Mortemart (1600-1675) | Gabriel van Rochechouart van Mortemart (1600-1675) | Gabriel van Rochechouart van Mortemart (1600-1675) | Gabriel van Rochechouart van Mortemart (1600-1675) | Diane de Grandseigne (1610-1666)     | Diane de Grandseigne (1610-1666)     | Diane de Grandseigne (1610-1666)     | Diane de Grandseigne (1610-1666)     | Diane de Grandseigne (1610-1666)     | Diane de Grandseigne (1610-1666)     |  |  |  |  |  |  |  |  |  |  |  |  |  |  |  |  |  |  |  |  |  |  |  |  |  |  |  |  |  |  |  |  |  |  |  |  |  |  |  |  |  |  |  |  |  |  |  |  |
|                                                |                                                |                                                |                                                |                                                |                                                |                                 |                                 |                                         |                                         |                                         |                                         |                                         |                                         |                                           |                                           |                                              |                                              |                                              |                                              |                                              |                                              |                                         |                                         |                                         |                                         |                                     |                                     |                                         |                                         |                                         |                                         |                                          |                                          |                                          |                                          |                                          |                                          |                                         |                                         |                                              |                                              |                                                    |                                                    |                                                    |                                                    |                                                    |                                                    |                                      |                                      |                                      |                                      |                                      |                                      |  |  |  |  |  |  |  |  |  |  |  |  |  |  |  |  |  |  |  |  |  |  |  |  |  |  |  |  |  |  |  |  |  |  |  |  |  |  |  |  |  |  |  |  |  |  |  |  |
|                                                |                                                |                                                |                                                | Filips van Orléans (1640-1701)                 | Filips van Orléans (1640-1701)                 | Filips van Orléans (1640-1701)  | Filips van Orléans (1640-1701)  | Filips van Orléans (1640-1701)          | Filips van Orléans (1640-1701)          |                                         |                                         |                                         |                                         |                                           |                                           | Elisabeth Charlotte van de Palts (1652-1722) | Elisabeth Charlotte van de Palts (1652-1722) | Elisabeth Charlotte van de Palts (1652-1722) | Elisabeth Charlotte van de Palts (1652-1722) | Elisabeth Charlotte van de Palts (1652-1722) | Elisabeth Charlotte van de Palts (1652-1722) |                                         |                                         |                                         |                                         |                                     |                                     |                                         |                                         |                                         |                                         | Lodewijk XIV van Frankrijk (1638-1715)   | Lodewijk XIV van Frankrijk (1638-1715)   | Lodewijk XIV van Frankrijk (1638-1715)   | Lodewijk XIV van Frankrijk (1638-1715)   | Lodewijk XIV van Frankrijk (1638-1715)   | Lodewijk XIV van Frankrijk (1638-1715)   |                                         |                                         |                                              |                                              |                                                    |                                                    | Madame de Montespan (1640-1707)                    | Madame de Montespan (1640-1707)                    | Madame de Montespan (1640-1707)                    | Madame de Montespan (1640-1707)                    | Madame de Montespan (1640-1707)      | Madame de Montespan (1640-1707)      |                                      |                                      |                                      |                                      |  |  |  |  |  |  |  |  |  |  |  |  |  |  |  |  |  |  |  |  |  |  |  |  |  |  |  |  |  |  |  |  |  |  |  |  |  |  |  |  |  |  |  |  |  |  |  |  |
|                                                |                                                |                                                |                                                | Filips van Orléans (1640-1701)                 | Filips van Orléans (1640-1701)                 | Filips van Orléans (1640-1701)  | Filips van Orléans (1640-1701)  | Filips van Orléans (1640-1701)          | Filips van Orléans (1640-1701)          |                                         |                                         |                                         |                                         |                                           |                                           | Elisabeth Charlotte van de Palts (1652-1722) | Elisabeth Charlotte van de Palts (1652-1722) | Elisabeth Charlotte van de Palts (1652-1722) | Elisabeth Charlotte van de Palts (1652-1722) | Elisabeth Charlotte van de Palts (1652-1722) | Elisabeth Charlotte van de Palts (1652-1722) |                                         |                                         |                                         |                                         |                                     |                                     |                                         |                                         |                                         |                                         | Lodewijk XIV van Frankrijk (1638-1715)   | Lodewijk XIV van Frankrijk (1638-1715)   | Lodewijk XIV van Frankrijk (1638-1715)   | Lodewijk XIV van Frankrijk (1638-1715)   | Lodewijk XIV van Frankrijk (1638-1715)   | Lodewijk XIV van Frankrijk (1638-1715)   |                                         |                                         |                                              |                                              |                                                    |                                                    | Madame de Montespan (1640-1707)                    | Madame de Montespan (1640-1707)                    | Madame de Montespan (1640-1707)                    | Madame de Montespan (1640-1707)                    | Madame de Montespan (1640-1707)      | Madame de Montespan (1640-1707)      |                                      |                                      |                                      |                                      |  |  |  |  |  |  |  |  |  |  |  |  |  |  |  |  |  |  |  |  |  |  |  |  |  |  |  |  |  |  |  |  |  |  |  |  |  |  |  |  |  |  |  |  |  |  |  |  |
|                                                |                                                |                                                |                                                |                                                |                                                |                                 |                                 |                                         |                                         | Filips van Orléans (1674-1723)          | Filips van Orléans (1674-1723)          | Filips van Orléans (1674-1723)          | Filips van Orléans (1674-1723)          | Filips van Orléans (1674-1723)            | Filips van Orléans (1674-1723)            |                                              |                                              |                                              |                                              |                                              |                                              |                                         |                                         |                                         |                                         |                                     |                                     |                                         |                                         |                                         |                                         |                                          |                                          |                                          |                                          |                                          |                                          | Françoise Marie van Bourbon (1677-1749) | Françoise Marie van Bourbon (1677-1749) | Françoise Marie van Bourbon (1677-1749)      | Françoise Marie van Bourbon (1677-1749)      | Françoise Marie van Bourbon (1677-1749)            | Françoise Marie van Bourbon (1677-1749)            |                                                    |                                                    |                                                    |                                                    |                                      |                                      |                                      |                                      |                                      |                                      |  |  |  |  |  |  |  |  |  |  |  |  |  |  |  |  |  |  |  |  |  |  |  |  |  |  |  |  |  |  |  |  |  |  |  |  |  |  |  |  |  |  |  |  |  |  |  |  |
|                                                |                                                |                                                |                                                |                                                |                                                |                                 |                                 |                                         |                                         | Filips van Orléans (1674-1723)          | Filips van Orléans (1674-1723)          | Filips van Orléans (1674-1723)          | Filips van Orléans (1674-1723)          | Filips van Orléans (1674-1723)            | Filips van Orléans (1674-1723)            |                                              |                                              |                                              |                                              |                                              |                                              |                                         |                                         |                                         |                                         |                                     |                                     |                                         |                                         |                                         |                                         |                                          |                                          |                                          |                                          |                                          |                                          | Françoise Marie van Bourbon (1677-1749) | Françoise Marie van Bourbon (1677-1749) | Françoise Marie van Bourbon (1677-1749)      | Françoise Marie van Bourbon (1677-1749)      | Françoise Marie van Bourbon (1677-1749)            | Françoise Marie van Bourbon (1677-1749)            |                                                    |                                                    |                                                    |                                                    |                                      |                                      |                                      |                                      |                                      |                                      |  |  |  |  |  |  |  |  |  |  |  |  |  |  |  |  |  |  |  |  |  |  |  |  |  |  |  |  |  |  |  |  |  |  |  |  |  |  |  |  |  |  |  |  |  |  |  |  |
|                                                |                                                |                                                |                                                |                                                |                                                |                                 |                                 |                                         |                                         |                                         |                                         |                                         |                                         |                                           |                                           |                                              |                                              |                                              |                                              |                                              |                                              |                                         |                                         |                                         |                                         |                                     |                                     |                                         |                                         |                                         |                                         |                                          |                                          |                                          |                                          |                                          |                                          |                                         |                                         |                                              |                                              |                                                    |                                                    |                                                    |                                                    |                                                    |                                                    |                                      |                                      |                                      |                                      |                                      |                                      |  |  |  |  |  |  |  |  |  |  |  |  |  |  |  |  |  |  |  |  |  |  |  |  |  |  |  |  |  |  |  |  |  |  |  |  |  |  |  |  |  |  |  |  |  |  |  |  |
|                                                |                                                |                                                |                                                |                                                |                                                |                                 |                                 |                                         |                                         |                                         |                                         |                                         |                                         |                                           |                                           |                                              |                                              |                                              |                                              |                                              |                                              |                                         |                                         |                                         |                                         |                                     |                                     |                                         |                                         |                                         |                                         |                                          |                                          |                                          |                                          |                                          |                                          |                                         |                                         |                                              |                                              |                                                    |                                                    |                                                    |                                                    |                                                    |                                                    |                                      |                                      |                                      |                                      |                                      |                                      |  |  |  |  |  |  |  |  |  |  |  |  |  |  |  |  |  |  |  |  |  |  |  |  |  |  |  |  |  |  |  |  |  |  |  |  |  |  |  |  |  |  |  |  |  |  |  |  |
| Marie Louise Elisabeth van Orléans (1695-1719) | Marie Louise Elisabeth van Orléans (1695-1719) | Marie Louise Elisabeth van Orléans (1695-1719) | Marie Louise Elisabeth van Orléans (1695-1719) | Marie Louise Elisabeth van Orléans (1695-1719) | Marie Louise Elisabeth van Orléans (1695-1719) |                                 |                                 | Louise Adélaïde van Orléans (1698-1743) | Louise Adélaïde van Orléans (1698-1743) | Louise Adélaïde van Orléans (1698-1743) | Louise Adélaïde van Orléans (1698-1743) | Louise Adélaïde van Orléans (1698-1743) | Louise Adélaïde van Orléans (1698-1743) |                                           |                                           | Charlotte Aglaë van Orléans (1700-1761)      | Charlotte Aglaë van Orléans (1700-1761)      | Charlotte Aglaë van Orléans (1700-1761)      | Charlotte Aglaë van Orléans (1700-1761)      | Charlotte Aglaë van Orléans (1700-1761)      | Charlotte Aglaë van Orléans (1700-1761)      |                                         |                                         | Lodewijk IV van Orléans (1703-1752)     | Lodewijk IV van Orléans (1703-1752)     | Lodewijk IV van Orléans (1703-1752) | Lodewijk IV van Orléans (1703-1752) | Lodewijk IV van Orléans (1703-1752)     | Lodewijk IV van Orléans (1703-1752)     |                                         |                                         | Louise Elisabeth van Orléans (1709-1742) | Louise Elisabeth van Orléans (1709-1742) | Louise Elisabeth van Orléans (1709-1742) | Louise Elisabeth van Orléans (1709-1742) | Louise Elisabeth van Orléans (1709-1742) | Louise Elisabeth van Orléans (1709-1742) |                                         |                                         | Philippine Elisabeth van Orléans (1714-1734) | Philippine Elisabeth van Orléans (1714-1734) | Philippine Elisabeth van Orléans (1714-1734)       | Philippine Elisabeth van Orléans (1714-1734)       | Philippine Elisabeth van Orléans (1714-1734)       | Philippine Elisabeth van Orléans (1714-1734)       |                                                    |                                                    | Louise Diane van Orléans (1716-1736) | Louise Diane van Orléans (1716-1736) | Louise Diane van Orléans (1716-1736) | Louise Diane van Orléans (1716-1736) | Louise Diane van Orléans (1716-1736) | Louise Diane van Orléans (1716-1736) |  |  |  |  |  |  |  |  |  |  |  |  |  |  |  |  |  |  |  |  |  |  |  |  |  |  |  |  |  |  |  |  |  |  |  |  |  |  |  |  |  |  |  |  |  |  |  |  |